# 爾朱文略
爾朱文略（？—550年代559年）是南北朝时期东魏、北齐的人物。尔朱荣之子，爾朱文畅之弟。北秀容（山西朔县西北）人，先世为契胡部酋长，祖先居于尔朱川（今山西西北部流经神池、五寨、保德县之朱家川），故以尔朱为姓氏。

## 生平
早年袭封兄梁郡王之爵位，尔朱文畅反，本应被连坐，但被赦免。但被赦免后，日益骄横。北齐天保末年，尝邀平秦、武兴、汝南诸王至宅，供设奢丽，各有赠贿。诸王共假聚宝物以要之，文略弊衣而往，从奴五十人，皆骏马侯服。其豪纵不逊如此。平秦王有七百里马，文略敌以好婢，赌取之。第二日，平秦王使人致请，文略杀马及婢，以二银器盛婢头马肉而遗之。平秦王诉之于皇帝高洋，系于京畿狱。文略弹琵琶，吹横笛，谣咏倦极，便卧唱挽歌。居数月，夺防者弓矢以射人，曰：“不然，天子不忆我。”有司奏，遂伏法。文略尝大遗魏收金，请为父作佳传，收论荣比韦、彭、伊、霍，盖由是也。